# Михайлівка (Канівська міська громада)
Миха́йлівка — село в Україні, у Черкаському районі Черкаської області, підпорядковане Канівській міській громаді. Населення становить 420 осіб.

## Пам'ятки
Колонія річкових бобрів — загальнозоологічний заказник місцевого значення.

## Відомі люди
Уродженцями села є:
- Жолоб Світлана Костянтинівна (1947-2011) — українська поетеса та перекладачка.
- Сліпець Степан Павлович (* 1929) — лауреат Шевченківської премії. У своїй книзі-роздумах він розповів, що з села Михайлівки на Канівщині, загинула більшість селян — тисячі, хоча в офіційних даних подається лише 50 імен.
- Балюк Владислав Вячеславович — громадський діяч